# Лауэр, Жан-Батист
Граф (с 1810) Жан-Батист Лауэр (25 мая 1758 года, Саргемин, Лотарингия — 17 декабря 1816, Париж) — французский военачальник, бригадный генерал (1807).

## Биография
25 мая 1778 года будущий генерал записался добровольцем в кавалерию Лаузунского легиона, а 6 декабря 1779 года перешел в 4-й конный егерский полк. К началу революции являлся старшим унтер-офицером. 
С начало революционных войн карьера Жана-Батиста Лауэра пошла в гору. 8 мая 1792 года он был произведён в младшие лейтенанты, а 10 сентября назначен офицером для поручений генерала Д'Эстурнелля. Лейтенант (16 мая 1793 года). Сражался в составе Мозельской армии, офицер для поручений генерал Бурси, затем генерала Атри. Был ранен во время штурма Пеллингена и получил штыковой удар и шрапнельную рану во время обороны Дю-Пона от прусских войск.
3 мая 1800 года Лауэр участвовал в битве при Месскирхе, где, во главе эскадрона 1-го карабинерского полка занял позицию, покинутую пехотой. Отличился также в сражении при Диллингене и при переправе через Дунай.  
5 сентября 1802 года Лауэр был поставлен во главе 25-го легиона Национальной жандармерии в Кобленце. С тех пор его карьера была неразрывно связана с французской жандармерией. 5 февраля 1804 года он стал кавалером ордена Почетного легиона, а 14 июня того же года — офицером ордена. В 1805—1807 годах он участвовал в походах в Австрию, Пруссию и Польшу в составе Великой армии. 18 марта 1807 года он получил звание бригадного генерала, а 18 июня 1808 года выехал в Байонну, и затем участвовал в походе в Испанию.
25 марта 1810 года Лауэр стал графом империи, а 30 июня 1811 года — командором ордена Почётного легиона. В 1812 году Лауэр принял участие в русской кампании в ставшем уже привычном ему качестве руководителя жандармского подразделения. Хотя количество непосредственно подчинённых бригадному генералу графу Лауэру жандармов в этом и предшествующих походах не превышало 500 человек, фактически именно на них лежали все функции военной полиции и обеспечения порядка внутри армии.
В Москве Лауэр выезжал в усадьбу Воронцово, чтобы проверить слухи о строившемся там по указанию русского правительства воздушном шаре, а также занимался арестами предполагаемых поджигателей Москвы. 
Жандармы относительно неплохо перенесли тяготы русского похода: 185 из 408 вернулись на Рейн, что было гораздо лучше показателей в целом по армии. 
14 мая 1813 года Лауэр был назначен комендантом крепости Торгау, которую защищал почти год, вплоть до капитуляции, последовавшей 10 января 1814 года. В плену Лауэр находился в России. Он вернулся на родину в конце 1814 года, а 27 января 1815 года вышел в отставку. 
Помимо ордена Почётного легиона, Лауэр был кавалером баварского военного ордена Максимилиана Иосифа.
17 декабря 1816 года скончался в Париже.